# Microcoleaceae
Famille
Les Microcoleaceae sont une famille de Cyanobactéries de l'ordre des Oscillatoriales. 

## Liste des genres
| Selon World Register of Marine Species (26 avril 2021) : - genre Annamia L.T.T.Nguyen, 2013 - genre Arthrospira Sitzenberger ex Gomont, 1892 - genre Caldora Engene, Tronholm & V.J.Paul, 2015 - genre Hydrocoleum Kützing Ex Gomont, 1892 - genre Johanseninema P.Hasler, P.Dvorák & A.Poulücková, 2014 - genre Kamptonema O.Strunecký, J.Komárek & J.Smarda, 2014 - genre Klisinema F.Heidari & T.Hauer, 2018 - genre Microcoleus Desmazières ex Gomont, 1892 - genre Porphyrosiphon Kützing ex Gomont, 1892 - genre Pseudoscytonema Elenkin, 1949 | Selon NCBI (10 octobre 2019) : - genre Annamia Nguyen 2008 - genre Arthrospira - genre Hydrocoleum Kutzing ex Gomont 1892 - genre Johansenia Hasler & al. 2014 - genre Kamptonema Strunecky & al. 2014 - genre Klisinema Heidari & Hauer 2018 - genre Laspinema Heidari & Hauer 2018 - genre Limnospira Nowicka-Krawczyk, Mühlsteinová & Hauer 2019 - genre Microcoleus Desmazieres ex Gomont 1892 - genre Oxynema Chatchawan & al. 2012 - genre Planktothricoides Suda & Watanabe 2002 - genre Planktothrix emend. Suda & al. 2002 - genre Porphyrosiphon Kutzing ex M.Gomont, 1892 - genre Pseudophormidium (Forti) Anagnostidis & Komarek 1988 - genre Pseudoscytonema Elenkin 1949 - genre Symploca - genre Symplocastrum (Gomont) Kirchner 1898 - genre Trichodesmium - genre Tychonema Anagnostidis & Komarek 1988 |

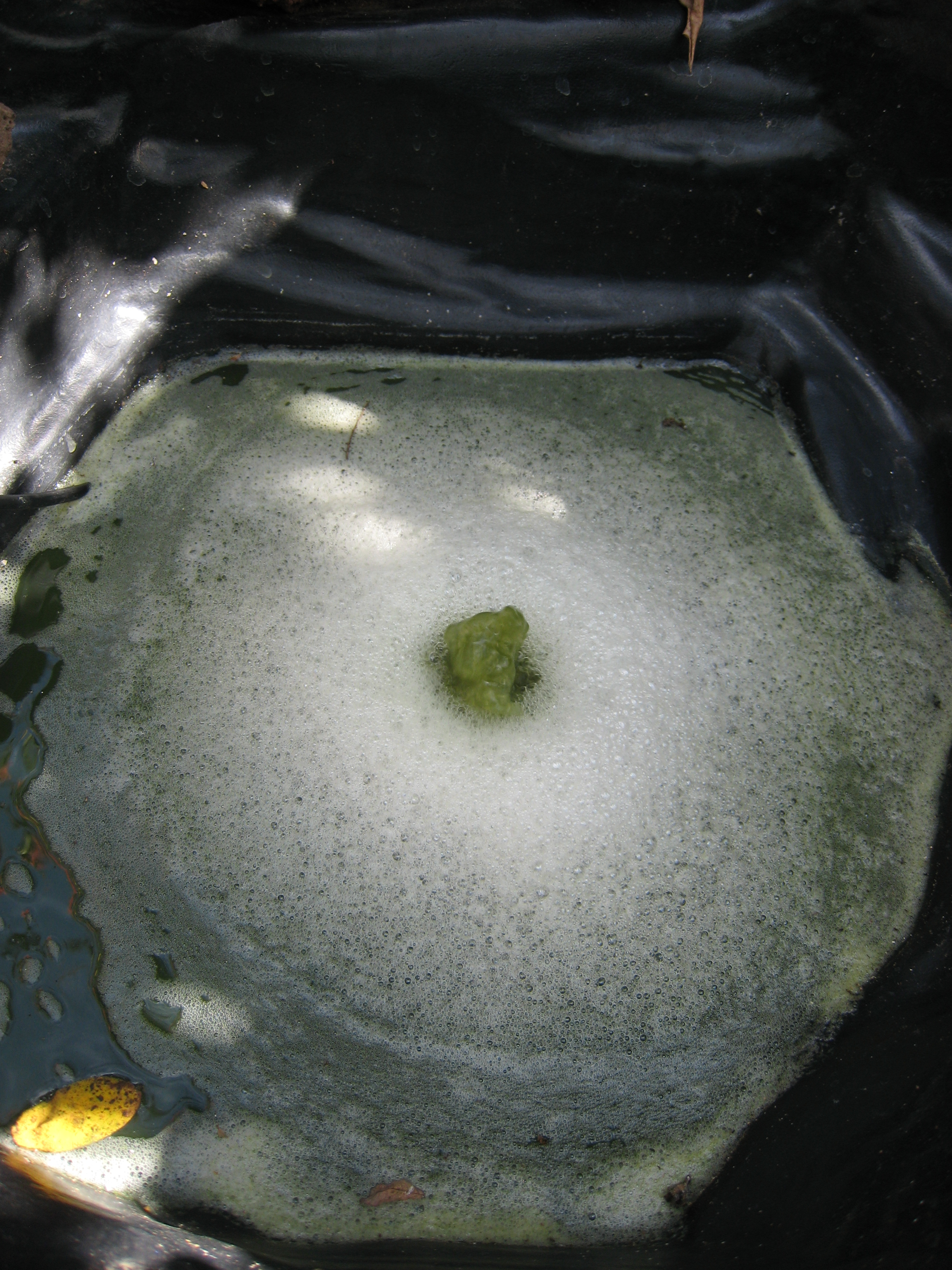
Colonie d’'Arthrospira platensis
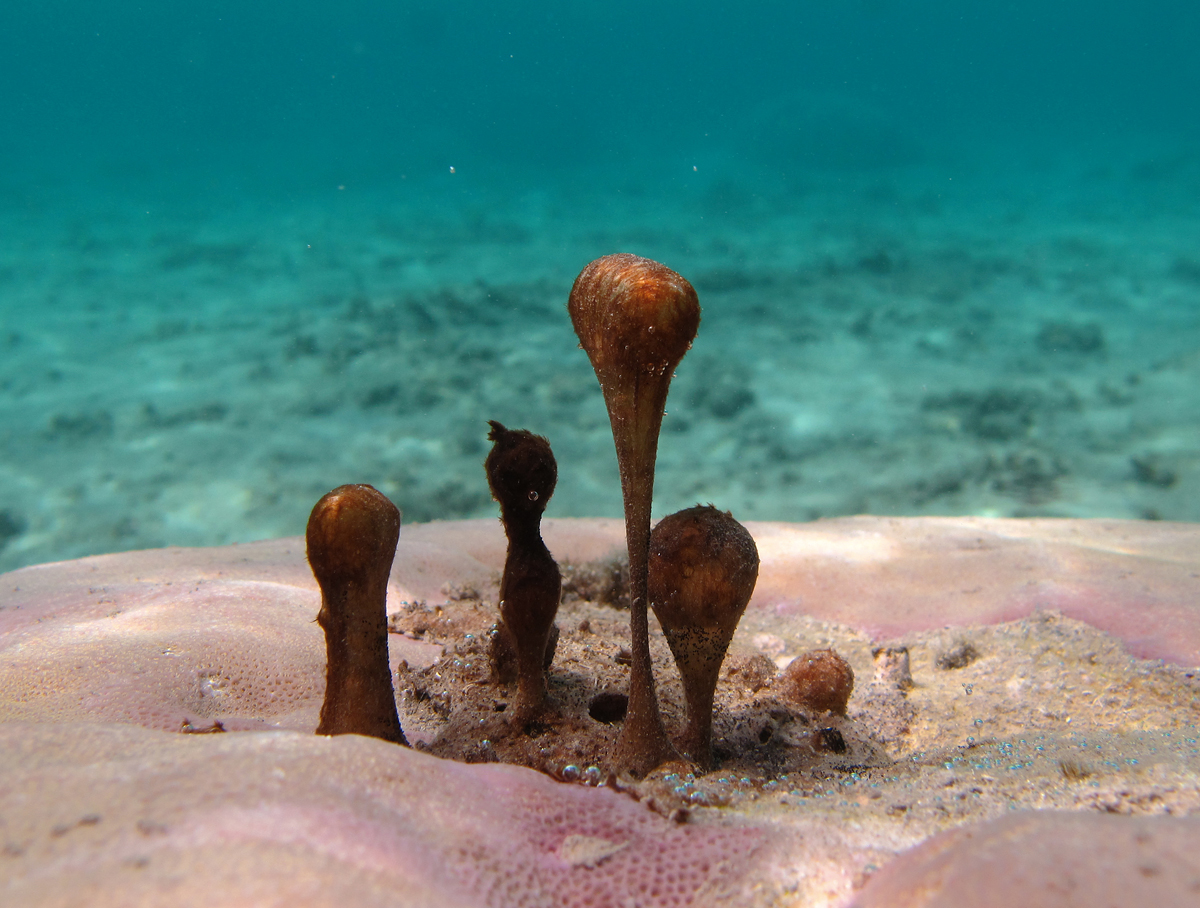
Hydrocoleum sp. à la Réunion.
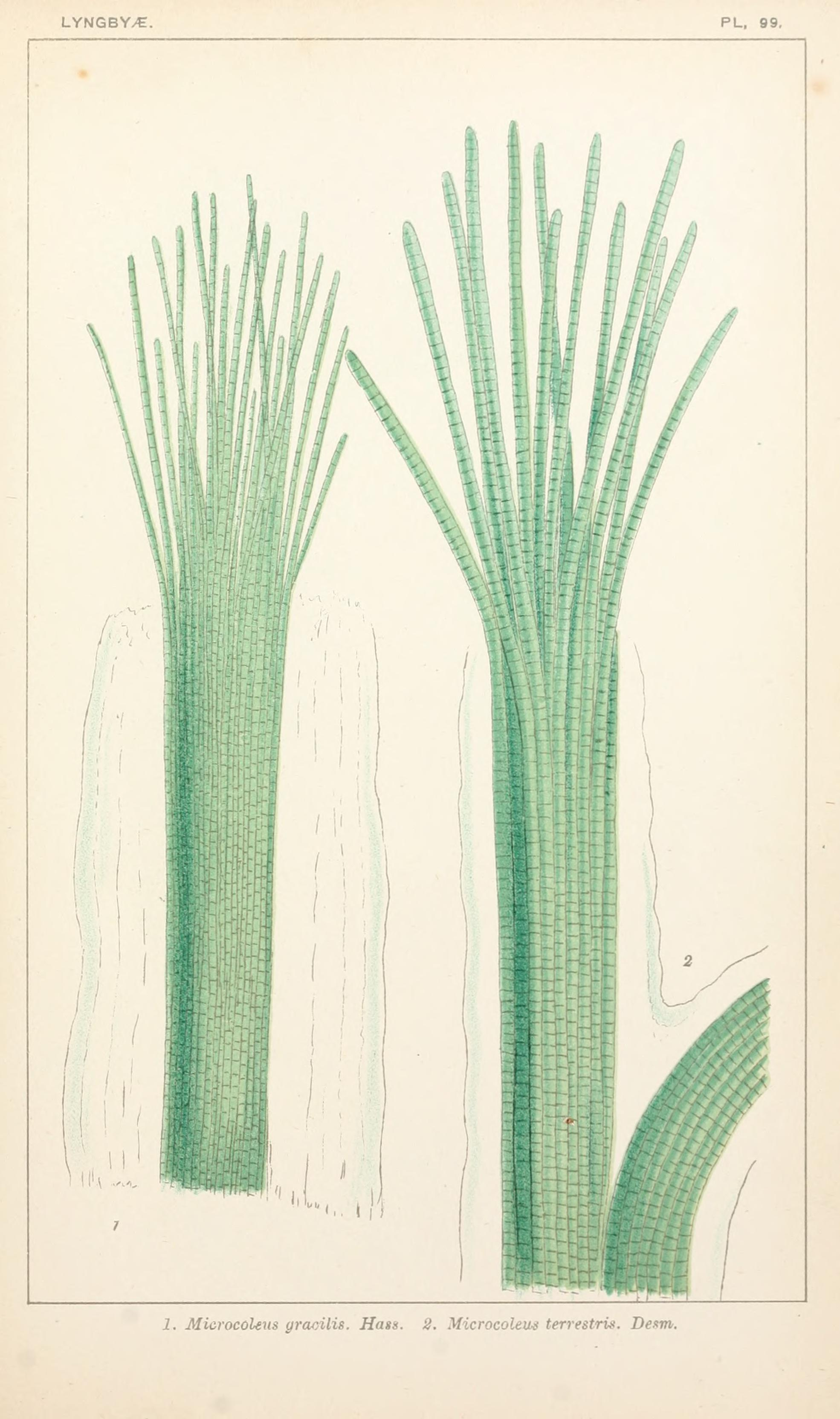
Deux Microcoleus
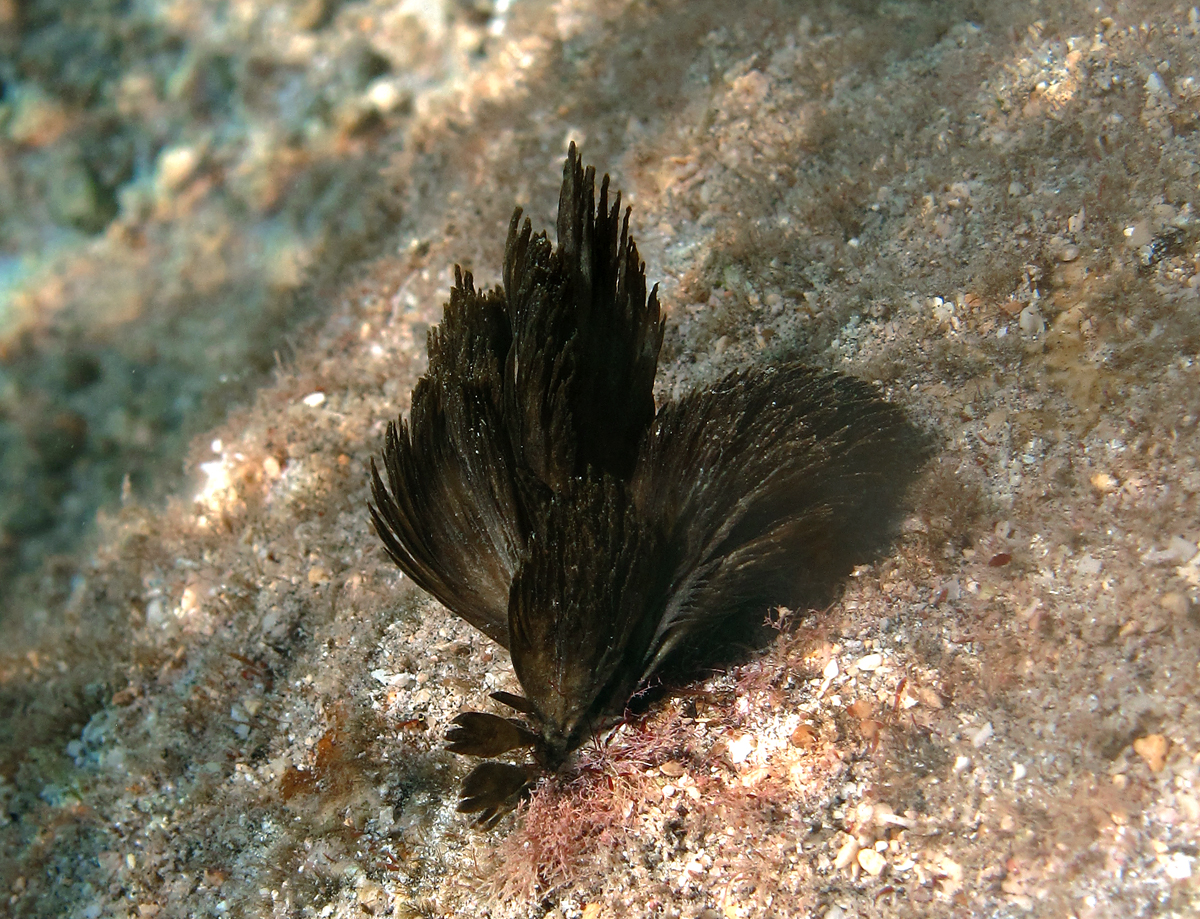
Symploca hydnoides
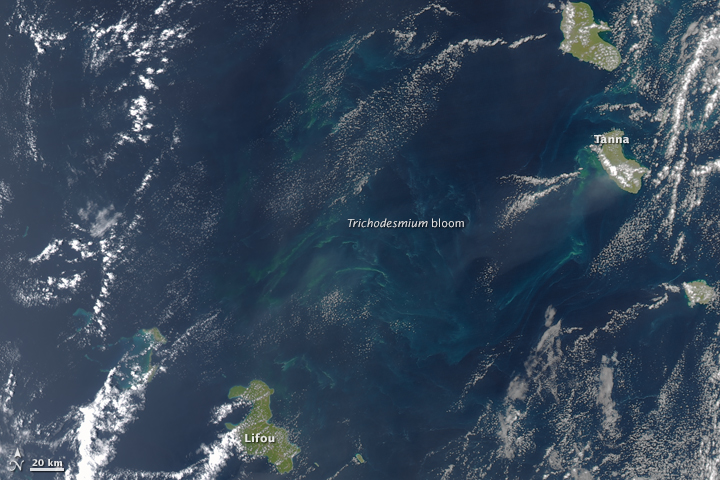
Efflorescence massive (« bloom ») de Trichodesmium entre le Vanuatu et la Nouvelle-Calédonie